# Quinto Fiorentino
Quinto Fiorentino è un sobborgo di Sesto Fiorentino nella provincia di Firenze. È situata in una zona pianeggiante a est del centro storico del comune.

## Geografia fisica
Quinto Fiorentino si divide in due parti: Quinto Alto e Quinto Basso, dove è presente il centro civico del quartiere. La parte storica si trova a Quinto Alto.

## Origini del nome
Il nome "Quinto" ha origine romana e deriva dalla collocazione dell'abitato presso la quinta pietra miliare, ossia a una distanza di cinque miglia dal centro di Firenze. La specificazione "Basso" deriva dalla collocazione nella parte più pianeggiante, mentre "Alto" deriva dalla collocazione nella parte più prossima alle pendici di Monte Morello, di conseguenza più elevata rispetto alla zona di Quinto Basso.

## Monumenti e luoghi d'interesse
Di importanza culturale rilevante vi si trovano la Tomba della Mula, Monumento Nazionale dal 1905, e la Tomba della Montagnola, antiche tombe etrusche risalente al VII secolo a.C. Vi si trova infine la sede italiana dell'industria farmaceutica Eli Lilly.
A Quinto Basso è ospitata la sede operativa della "Misericordia di Quinto" aderente al servizio di emergenza 118.
- il Parco di villa Solaria giardino all'inglese, in località Quinto Alto
- La Tomba della Mula si trova in via della Mula 2, anch'essa all'interno di un parco privato. Veniva usata dai proprietari della villa come cantina; questo uso ha modificato il pavimento. Misura circa 9 metri di diametro. Nei pressi sorge il parco di Villa Solaria, dove, nel 1820, fu ritrovata un'altra tomba, poi demolita per utilizzarne le rocce.

A Quinto Basso è presente anche la ex-caserma Donati dell'Esercito Italiano. È situata in via Gramsci, è un'ex struttura militare di circa 40.000 metri quadrati, di cui 20.000 edificati, in disuso da molti anni.
La sua costruzione risale agli anni '30 del XX° secolo, quando fu realizzata come struttura di supporto logistico-militare. Nel corso degli anni, la caserma ha ospitato diverse unità dell'Esercito Italiano, assolvendo a compiti di presidio, addestramento e logistica.
Dopo la dismissione da parte dell'Esercito, l'area è rimasta inutilizzata per molti anni, diventando oggetto di dibattito politico e cittadino sul suo futuro.
Nel 2019, il Ministro della Difesa ha annunciato che la caserma Donati sarebbe passata al demanio civile, aprendo la strada a possibili progetti di recupero e riqualificazione.